# Самарські плавні
Сама́рські пла́вні — регіональний ландшафтний парк в Україні. Розташований у межах Новомосковського району Дніпропетровської області, між містом Новомосковськ, селами Піщанка, Орлівщина, Хащеве та смт Черкаське. 
Площа 2800,7 га. Статус присвоєно 2012 року. Перебуває у віданні: Новомосковська районна державна адміністрація. 
Територія ландшафтного парку охоплює пониззя річки Самари з мальовничими плавнями, річковими рукавами, старицями, заплавними озерами та лісами.